# Josef Hyrtl

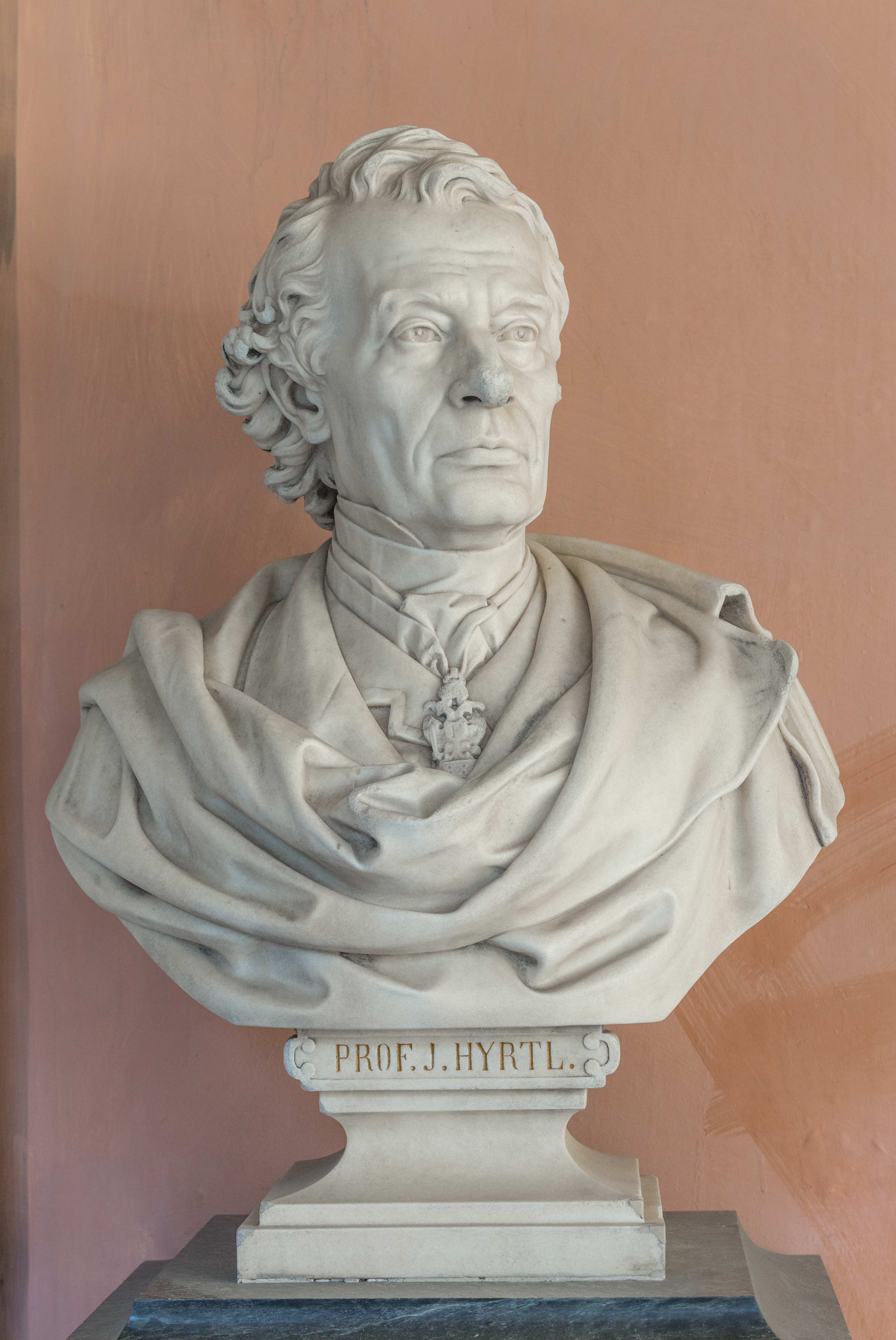
Popiersie na Dziedzińcu Arkadowym Uniwersytetu Wiedeńskiego

Joseph Hyrtl (ur. 7 grudnia 1810 w Eisenstadt, zm. 17 lipca 1894 w Perchtoldsdorf) – austriacki anatom.

## Życiorys
W 1835 roku ukończył medycynę na uniwersytecie wiedeńskim, a dwa lata później profesorem anatomii w Pradze. W 1848 powołany na stanowisko profesora anatomii do Wiednia. W roku 1864-1865 był rektorem uczelniBył członkiem Akademii Umiejętności. 
W 1874 roku z powodu choroby wzroku zrezygnował z pracy i zamieszkał pod Wiedniem w Perchtoldsdorf.
Odznaczony Orderem Korony Żelaznej II KlasyW sierpniu 1887 został odznaczony ustanowioną wówczas Odznaką Honorową za Dzieła Sztuki i Umiejętności.

## Prace
- Lehrbuch der Anatomie des Menschen. Prag, 1846)
- Handbuch der topographischen Anatomie. Wien, 1853
- Handbuch der Zergliederungskunst. Wien, 1860